# Drepanosticta amboinensis
Drepanosticta amboinensis – gatunek ważki z rodziny Platystictidae.